# Arcidiocesi di Mesembria
L'arcidiocesi di Mesembria (in latino Archidioecesis Mesembriana) è una sede soppressa del patriarcato di Costantinopoli e sede titolare della Chiesa cattolica.

## Storia
Mesembria, antica città posta sulla costa della Tracia, sul mar Nero, corrispondente alla città di Nesebăr in Bulgaria, è un'antica sede arcivescovile autocefala della provincia romana dell'Emimonto nella diocesi civile di Tracia.
Inizialmente Mesembria era suffraganea dell'arcidiocesi di Adrianopoli. Attorno al IX secolo fu elevata al rango di arcidiocesi autocefala, cioè dipendente direttamente dal patriarca. E infine, nel corso del XII secolo, è elevata al rango di sede metropolitana senza suffraganee.
Sono diversi i vescovi documentati di Mesembria fino al XII secolo. Pietro partecipò al terzo concilio di Costantinopoli nel 680. Mamalo era presente al concilio detto in Trullo nel 692. Leone assistette al secondo concilio di Nicea nel 787. Timoteo partecipò al concilio dell'879 che riabilitò il patriarca Fozio di Costantinopoli. La sigillografia ha restituito il nome del vescovo Cristoforo, vissuto nella prima metà dell'VIII secolo; e del vescovo Davide, vissuto alla fine del IX secolo. Gli altri vescovi noti dell'XI e XII secolo presero parte a sinodi patriarcali celebrati a Costantinopoli. Tra questi l'arcivescovo Gregorio che fu presente al sinodo che causò la rottura fra Chiesa latina e Chiesa greca nel 1054.
La metropolia greca di Mesembria sopravvisse fino agli inizi del XX secolo. In seguito gli abitanti greci, con l'ultimo metropolita noto, Niceforo, dovettero abbandonare la Bulgaria e rifugiarsi in Grecia.
Dal 1929 Mesembria è annoverata tra le sedi arcivescovili titolari della Chiesa cattolica; dal 3 settembre 2019 l'arcivescovo titolare è Paolo Rudelli, nunzio apostolico in Colombia.
Questo titolo arcivescovile appartenne anche ad Angelo Giuseppe Roncalli (futuro papa Giovanni XXIII) quando fu nominato delegato apostolico in Turchia e in Grecia (1934-1944), poi nunzio apostolico in Francia (1944-1953) fino alla nomina cardinalizia come cardinale presbitero di Santa Prisca.

## Cronotassi

### Arcivescovi greci
- Pietro † (menzionato nel 680)[2]
- Mamalo † (menzionato nel 692)[3]
- Cristoforo † (prima metà dell'VIII secolo)[4]
- Leone † (menzionato nel 787)[5]
- Timoteo † (menzionato nell'879)[6]
- Davide † (fine del IX secolo)[7]
- Costantino † (menzionato nel 1030)
- Gregorio † (menzionato nel 1054)
- Ilarione † (seconda metà dell'XI secolo)
- Luca † (primo quarto del XII secolo)
- Giovanni † (menzionato nel 1147)
- Teodoro † (prima del 1157 - dopo il 1166)
- Basilio † (prima del 1170 - dopo il 1173)

### Arcivescovi titolari
- Carlo Margotti † (8 marzo 1930 - 25 luglio 1934 nominato arcivescovo di Gorizia e Gradisca)
- Sant'Angelo Giuseppe Roncalli † (30 novembre 1934 - 12 gennaio 1953 nominato cardinale presbitero di Santa Prisca)
- Silvio Angelo Pio Oddi † (30 luglio 1953 - 28 aprile 1969 nominato cardinale diacono di Sant'Agata dei Goti)
- Loris Francesco Capovilla † (25 settembre 1971 - 22 febbraio 2014 nominato cardinale presbitero di Santa Maria in Trastevere)
- Paolo Rudelli, dal 3 settembre 2019